# Tyrion Lannister
Tyrion Lannister (gúnynevén „Ördögfióka” vagy „Félember”) szereplő George R. R. Martin amerikai író A tűz és jég dala című fantasy regénysorozatában, illetve annak televíziós adaptációjában, a Trónok harcában. A szerző 1981-es Windhaven című regényének megírása közben felmerült ötlete alapján megalkotott Tyrion fontos nézőpontkarakter a könyvekben, a The New York Times szerint Martin egyik legjobban sikerült és legnépszerűbb alakja. Maga az író is a kedvenc szereplőjeként nevezte meg Tyriont.
Az 1996-os Trónok harca című regényben bemutatkozó Tyrion a Lannister-háznak, Westeros királyságának egyik leggazdagabb és legbefolyásosabb nemesi családjának törpenövésű tagja. A karakter a Királyok csatája (1998) és a Kardok vihara (2000) című kötetekben is fontos szerepet tölt be. Több más főszereplőhöz hasonlóan a 2005-ös Varjak lakomájában nem bukkan fel, de a Sárkányok táncában (2011) ismét visszatér és az előkészületben lévő Winds of Winter-ben is szerepelni fog. A szereplő népszerűsége miatt Martin a Bantam Books könyvkiadóval közösen 2013-ban megjelentetett egy illusztrált idézetgyűjteményt (The Wit & Wisdom of Tyrion Lannister), amely Tyrion könyvekben elhangzó bölcsességeit tartalmazza.
A történet során Lannisterként kihasználja nemesi státuszát annak érdekében, hogy enyhítse azt a kiközösítést és gúnyt, amellyel egész életében szembe kellett néznie – még saját családtagjai részéről is. Annak tudatában, hogy soha senki nem fogja őt komolyan venni, alkohollal, sziporkázó elméjével és testi vágyainak féktelen kielégítésével próbálja csillapítani frusztráltságát. Amikor Robert Baratheon király békés uralkodása véget ér és polgárháború tör ki, a Királyvárat és az őt gyűlölő családtagjait védelmezni próbáló Tyrion belekeveredik a politikát átszövő hatalmi játszmákba és árulásokba, melyek során élete is veszélybe kerül. A halál markából kiszabaduló Tyrion kénytelen lesz elmenekülni Westerosból, de ezért nagy árat kell fizetnie és hamarosan újabb veszélyes szituációkban találja magát.
A HBO Trónok harca című televíziós sorozatában Tyriont Peter Dinklage alakítja, aki kritikai szempontból a sorozat legsikeresebb szereplője. 2011-ben Emmy-díjat kapott legjobb férfi mellékszereplő (drámai tévésorozat) kategóriában, majd a legjobb férfi mellékszereplőnek járó Golden Globe-díjat is elnyerte. 2015-ben ismét Emmy-díjat nyert, emellett 2012-ben, 2013-ban, 2014-ben és 2016-ban is jelöléseket kapott ugyanerre a díjra.
A sorozat magyar nyelvű változatában a szereplő szinkronhangja Láng Balázs.

## Összefoglalás
Valós képem van erényeimről és gyengeségeimről. Az én fegyverem az elmém. A fivéremnek ott a kardja, Robert királynak ott a harci pörölye, nekem pedig az elmém... az elmének pedig könyvekre van szüksége, ahogyan a kardnak fenőkőre, ha meg akarja őrizni élességét.
Tyriont a Trónok harcában (1996) a vagyonos és nagy befolyással rendelkező Tywin Lannisternek, a korábbi Király Segítőjének harmadik és egyben legfiatalabb gyermekeként mutatják be; Tyrion anyja, Joanna Lannister belehalt a szülésbe. Tyrion nővére Cersei Lannister, aki Robert Baratheonnal kötött házassága folytán Westeros királynéja, bátyja pedig Cersei ikertestvére, Jaime Lannister, a Királyi Testőrség tagja.
A regényekben visszataszító, deformált külsejű törpeként írják le a szereplőt:

„Azután meglátta a másikat, aki félig eltakarva kacsázott előre bátyja oldalán. Ő volt Tyrion Lannister, Lord Tywin legifjabb, s messze a legvisszataszítóbb sarja. Mindent, amit az istenek megadtak Cerseinek és Jaime-nek, megtagadtak Tyriontól. Törpenövésű volt, alig fele olyan magas, mint fivére és igencsak szednie kellett satnya lábait, ha lépést akart tartani a többiekkel. Feje túl nagy volt testéhez képest, s kiugró, polcszerű szemöldöke alatt összezúzott, vadállati arc éktelenkedett. Egy zöld és egy fekete szem meredt elő a vékony szálú haj mögül, amely olyan szőke volt, hogy már fehérnek tűnt.”

– Havas Jon első találkozása Tyrionnal 

Családjával a viszonya nem felhőtlen; noha ő is részesül a Lannister névvel járó előjogokból és fényűzésből, testalkata miatt csak másodrendű nemesként kezelik. Helyzetét tovább rontja a tény, hogy anyja meghalt a szülés közben és Tywin, valamint Cersei gyűlöli őt a szeretett Joanna halála miatt, mert Tyriont okolják a történtekért. Tywin semmiféle gyengéd érzelmet nem fűz legkisebb fiához, de ennek ellenére kötelességtudatból Lannisterként nevelteti fel és biztosítja előjogait, köztük a családi vagyonhoz való hozzáférését. A többi családtaggal ellentétben Jaime ragaszkodik testvéréhez és tisztelettudóan, szeretettel bánik vele.
A történet során Tyrion általában prostituáltak társaságát élvezi, bár többször is megházasodik. Első felesége egy alacsony sorból származó lány, Tysha, aki szívből szereti Tyriont. Tywin azonban elhiteti fiával, hogy a lány csupán egy prostituált, aki Jaime bérelt fel szánalomból torz öccse számára, ezután érvénytelenítteti a házasságot, Tyshát pedig megerőszakoltatja a helyőrség tagjaival. Tywin és Jaime árulása később végzetes következményekkel jár, amikor Tyrion megtudja az igazságot első feleségéről. Tyrion második felesége Sansa Stark, akivel házasságát Tywin egy politikai érdekből megkötött kényszerházasság keretein belül szervezi meg. Apja parancsa ellenére Tyrion nem hajlandó elhálni a házasságot szűz és férjét visszataszítónak találó Sansával.
Lev Grossman 2011-ben a következőket írta a Time magazinban: „Tyrion Lannister a briliáns, fekete humorú törpe, akinek a családja a leginkább kezében tartotta a hatalmat a sorozat legnagyobb részében... Tyrion egy újabb jó példa arra, mi különbözteti meg Tolkient Martintól. Tyrion nem egy szívélyes, fejszét lóbáló, aranyásó tagja egy előkelő törp nemzetségnek. Ő nem Gimli. Tyrion egy valódi – fejlődési rendellenességben szenvedő, zömök végtagú – törpe, aki az emberek szemében nevetség tárgya, családja számára pedig szégyen forrása.”
Tyrion intelligens, szellemes és olvasott ember, aki rendelkezik apja üzleti és politikai érzékével is. Grossman a szereplőt egy „megkeseredett, cinikus, előkelő származású törpeként” írja le és „Martin Falstaffjának” nevezi őt. David Orr (The New York Times) szerint Tyrion „cinikus és iszákos, egy kiközösített személy, aki nyilvánvalóan a regények legintelligensebb egyénisége”. Kívülállóként Tyrion szimpatizál más, hasonlóan kitaszított vagy rossz bánásmódban részesülő szereplőkkel; a televíziós sorozatban megsajnálja Eddard Stark törvénytelen gyermekét, Havas Jont és együtt érzően megjegyzi a fiúnak, hogy „az apjuk szemében minden törpe fattyú”. Ennek ellenére a legtöbben Tyrion visszataszító megjelenését és hibáit veszik észre, az erényei és jó cselekedetei helyett. Tom Shippey (Wall Street Journal) rámutat arra, hogy a többi szereplő alábecsüli Tyriont: „a törpe-státusza egyfajta védelemként szolgál, mivel – habár ő talán a legintelligensebb karakter az összes közül – senki sem veszi őt komolyan.” A sorozatbeli Tyriont megformáló Peter Dinklage a The New York Times-nak elismerte, hogy a szereplő számára a szellemessége, humora és dörzsöltsége túlélési mechanizmusként szolgál, mivel „...tudja, hogy nem rendelkezik a kardforgatás képességével és ez egy valóban mélységesen erőszakos világ. A hadsereg irányít. Nem lenne képes életben maradni abban a világban, a saját erejéből. Ezért megelőzésképpen inkább szórakoztatja az embereket.”.
A szereplő magyar szinkronhangja, Láng Balázs is hasonló véleményt fogalmazott meg: „...ő a legizgalmasabb karakter. Mint törpe, mint ördögfióka, nagyon kilóg a sorból. A családja sem szereti, senki sem szereti, és ahhoz, hogy életben tudjon maradni, nagyon sokat kellett tanulnia, olvasnia, ennek megfelelően ő a legokosabb. Ő tud a legtöbbet mindenről, megtalálja a neki való utakat, rálát mások életére, és még megpróbálja segíteni is őket, már ha megérdemlik. Tetszik, hogy nem egy manófigurát csináltak belőle: száraz, fanyar, ironikus figurát hoz Peter Dinklage, remekül.”

### A szereplő megalkotása és áttekintése

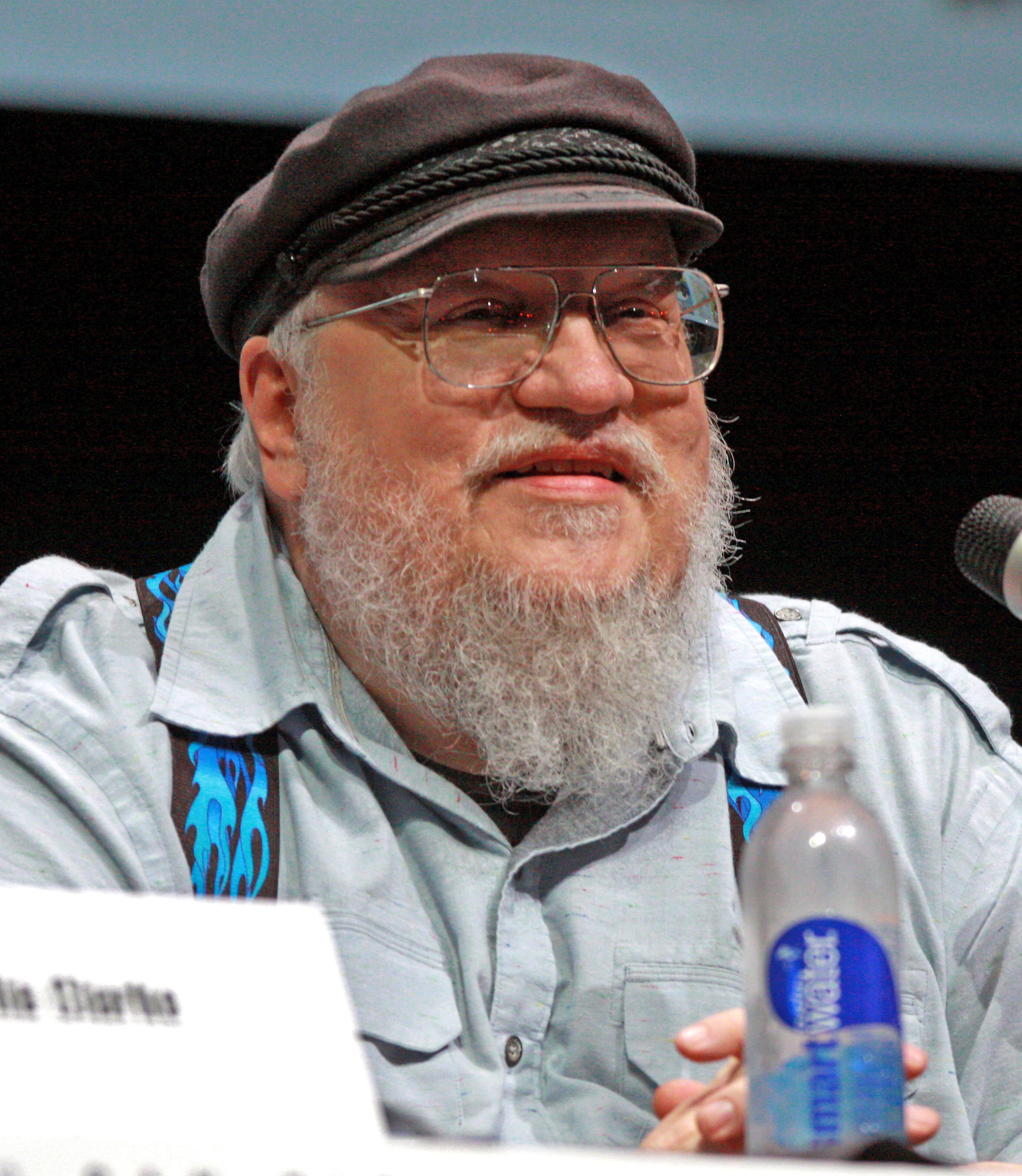
George R. R. Martin, A tűz és jég dala regénysorozat szerzője a kedvenc szereplőjeként nevezte meg Tyriont.

1981-ben Martin Lisa Tuttle fantasyíróval közösen három novellán dolgozott, melyeket később egy Windhaven című regényben adtak ki: „Írtuk a könyveket és gondolkodtunk egy törpéről, aki valamelyik sziget lordja lehetne. A világ legrondább, de ugyanakkor a legértelmesebb embereként képzeltük el. Az elmémben elraktároztam ezt az ötletet és később eszembe jutott, amikor a 'Trónok harcát' írni kezdtem... így született meg Tyrion Lannister”.
Tyrion fontos nézőpontkarakter, David Orr (The New York Times) és Lev Grossman (Time magazin) is Martin egyik legjobban sikerült termetményének nevezte őt. Megjegyezve, hogy a törpe az egyik legnépszerűbb Martin-karakter, Dana Jennings (The New York Times) szerint Tyrion „megkeseredett, de briliáns törpe, akit a humora, fesztelensége és abszolút emberiessége tesz a sorozat (sokszor részeges) sztárjává”. Thomas M. Wagner fantasy-kritikus 2001-ben azt írta a szereplőről, hogy „talán a legerőteljesebb antihős az összes kortárs fantasy-műben”. A szereplő népszerűségével kapcsolatban Dan Kois a The New York Times-tól is megjegyezte, hogy „a regények rajongói számára Tyrion a legkedveltebb szereplők közé tartozik a George R. R. Martin világát benépesítő királyok, harcosok, némberek, rabszolgák, királynők és szörnyek közül”. Martin is elmondta, hogy rajongói „a kitaszítottal, az esélytelennel azonosulnak, azzal a személlyel, akinek küzdenie kell, nem pedig a sikeresekkel és népszerűekkel”.
Maga a szerző George R. R. Martin is kiemelte Tyriont, mint kedvenc szereplőjét a könyvekből. Ezzel kapcsolatban egy 2000-es interjúban a következőket mondta:

„Azt gondolom, az elméssége olyan megnyerő benne. Sok nagyszerű tekintélyromboló, cinikus egysoros mondata van és ezeket szórakoztató dolog megírni. Emellett nagyon »szürke« szereplő. Minden szereplőm szürke kisebb-nagyobb mértékben, de Tyrion rendelkezik talán a legmélyebb szürke árnyalattal, a fekete és fehér szín őbenne keveredik el a legalaposabban és ez számomra nagyon rokonszenves. Mindig is a szürke szereplőket részesítettem előnyben a fekete-fehérekhez képest... Keresem, hogyan tudom a szereplőimet valóságossá és emberivé tenni, olyanokká, akikben van jó és rossz, nagylelkűség és önzőség, jól elkeveredve a természetükben. Igen, feltétlenül azt akarom elérni, hogy az emberek gondolkodjanak el a szereplőkről és ne csupán reflexből reagáljanak rájuk. Én magam is túl sok olyan szépirodalmat olvasok, amelyekben nagyon sztereotipizált szereplőkkel találkozhatunk. Hősies hősök vagy hitvány gonosztevők, teljesen feketék vagy fehérek. És ami engem illet, ez unalmas dolog.”

– George R. R. Martin

Tyrion elsőként az 1996-os Trónok harcában tűnik fel, majd ezután a Királyok csatája (1998) és a Kardok vihara (2000) című folytatásokban is szerepel. Azon „erősen hiányolt” fontosabb szereplők közé tartozik, akik nem tűnnek fel a 2005-ös Varjak lakomájában, de a 2011-es Sárkányok táncában ismét találkozhatnak a Martin szerint „az olvasók által leginkább várt” szereplőkkel, köztük Tyrionnal. A kritikusok is elismerően nyilatkoztak a „favoritnak” számító karakterek visszatéréséről. 2012 áprilisában az Eastercon nevű fantasy-találkozón Martin felolvasott a rajongóinak egy Tyrionról szóló fejezetet előkészületben lévő könyvéből, a The Winds of Winter-ből. Egy második Tyrion-fejezetet 2013 augusztusában olvasott fel egy hasonló rendezvényen, a Worldcon-on; a fejezetet 2014. március 20-án a hivatalos A tűz és jég dala telefonos alkalmazásban is elérhetővé tették.
2013-ban Martin The Wit & Wisdom of Tyrion Lannister (szó szerinti fordításban „Tyrion Lannister szellemessége & bölcsessége”) címmel megjelentetett egy illusztrált gyűjteményt Tyrion könyves idézeteiből.

### Karakterfejlődés

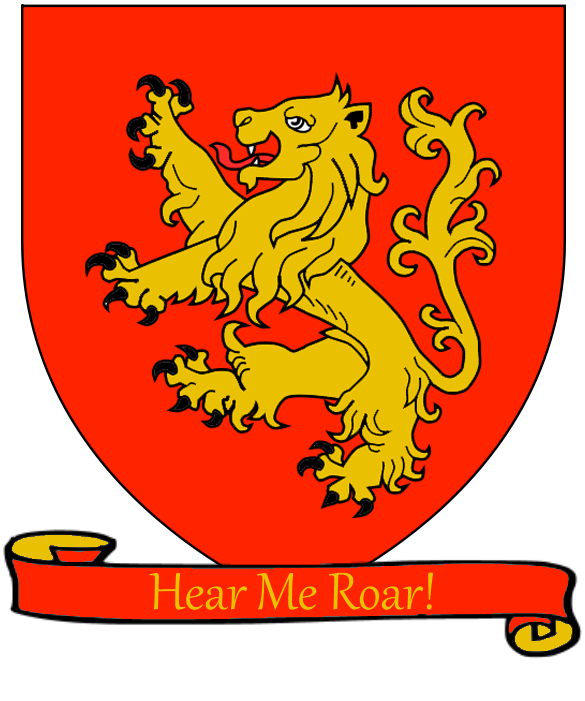
A Lannister-ház címere

A Trónok harca elején Tyrion egy szellemes, hedonista „látványosság” az emberek számára, akinek családja státusza védelmet jelent, ennek ellenére burkolt gúnyolódások tárgya. Talán ő a legértelmesebb tagja a Lannister-háznak, mégis folyamatosan alábecsülik és kitaszítják őt. Tyrion kihasználja Lannisterként kapott előnyeit, ugyanakkor nagyon is tudatában van annak negatív aspektusaival, valamint tisztában van saját helyzetével is, miszerint szégyent jelent családja számára. Eleinte ő az egyetlen Lannister, aki szimpatizál a Starkokkal, hamarosan azonban belekeveredik a két nemesi ház egyre inkább elmérgesedő konfliktusába. Amikor fogságba esik és tárgyalásán az élete a tét, minden képességére szüksége lesz ahhoz, hogy életben maradhasson. A Starkok és Lannisterek között kirobbanó háborúban apja, Tywin őt bízza meg Királyvár ügyeinek irányításával, elismerve fia intelligenciáját, talpraesettségét és tőle örökölt államvezetői képességét. A Királyok csatájában Tyrion élvezi újonnan szerzett hatalmát, de fel kell ismernie, hogy unokaöccse, Joffrey Baratheon uralkodásának megszilárdítására irányuló őszinte erőfeszítéseit környezete meggondolatlan és önös érdekeket szolgáló intrikái szabotálják. Próbálja hatástalanítani Joffrey és Cersei szeszélyeit, melyek veszélyt jelenthetnek a birodalom egészére nézve és „gyakran megrágalmazott törpeként a rend és a káosz között kell lavíroznia, miközben igyekszik megvédeni a Lannistereket attól, hogy abszolút elveszítsenek mindent.” Thomas M. Wagner meghatározó pillanatnak nevezi azt, amikor Tyrion megjegyzi, hogy ő az egyetlen, aki a káoszt visszatartja attól, hogy családját, valamint a lakosságot elsodorja – miközben mindkét csoport megveti őt.
A Kardok viharában Tywin ismét a Király Segítője lesz és Tyriont azzal a – látszólag lehetetlen – feladattal bízza meg, hogy az egyre reménytelenebb helyzetben lévő királyi államháztartást kezelje. Tyrion korábbi erőfeszítéseiről, melyekkel segített hatalmon tartani Joffreyt és megmenteni Királyvárat az ellenség támadásától, mindenki elfeledkezett. Joffrey király, Tywin visszatérésétől felbátorodva, nyilvánosan megalázza Tyriont; amikor közvetlenül ezután a királyt a saját esküvőjén megmérgezik, mindenki Tyriont vádolja meg a merénylettel. Cersei minden tőle telhetőt megtesz, hogy öccsét bűnösnek nyilvánítsák a tárgyalásán. Az ártatlanul megvádolt, mindenki által még inkább meggyűlölt és halálra ítélt Tyrion sorsa sötét fordulatot vesz. Martin ezt a következőképpen magyarázza el:

„Tyrion elveszített mindent... a pozícióját a Lannister-házban, a tanácsban, elveszítette összes vagyonát – az egyetlen dolgot, amely bizonyos értelemben ezidáig életben tartotta őt... és azt is megtudta, hogy Jaime – az egyetlen vérrokona, akit őszintén szeretett, aki vigyázott rá és mindig az ő pártján állt – részt vett Tyrion életének ezen traumatikus eseményében, a legnagyobb árulásban... Tyrion annyira megsebzett, hogy bántani akar másokat... és tudja, hogy a létra tetején egy hálószoba van, amely egykoron az övé volt, de most apja elbitorolta tőle... Nem hiszem, hogy tudja, mit fog mondani vagy tenni, amikor felér oda, de lényének egy része kényszert érez rá, hogy megtegye. És természetesen ezután ott találjuk Shae-t, ami újabb sokkot jelent Tyrion számára, újabb döfést a szívébe. Azt gondolom, néha az embert túlságosan messzire taszítják el és néha az emberek meghasonlanak. És szerintem Tyrion elérte ezt a pontot. Megjárta a poklot, újra és újra szembenézett a halállal, elárulták és ő tisztában van ezzel; mindenki, akiről valaha próbált gondoskodni vagy próbálta elnyerni az elismerését. Egész életében próbálta elnyerni apja elismerését.”

– George R. R. Martin

Korábbi szeretőjére, Shae-re Tyrion az apja ágyában talál rá: Tyrion megfojtja a nőt. Nem sokkal később egy számszeríjjal a kezében konfrontálódik Tywinnal és őt is meggyilkolja. Martin szerint „a két cselekedet egészen eltérő, bár időben csak pillanatok választják el őket egymástól... dühös Tywin nagyúrra, mert megtudta az igazságot első feleségéről és hogy mi történt vele és... Tywin nagyúr meg van győződve arról, hogy mivel ő nem szereti a fiát, ezért senki más sem szeretheti őt.” Tywin továbbá folyamatosan „szajhának” nevezi Tyrion tragikus sorsú első feleségét, Tyrion figyelmeztetései ellenére. Tywin mindig arra tanította fiát, hogy ne tegyen üres fenyegetéseket, ezért amikor nem hallgat Tyrion intő szavaira, a törpe megöli őt. „És ez kísérteni fogja őt. Tywin az apja volt és ez folyamatosan kísérteni fogja, talán egész életében” – mondja a szerző. Shae megölése Martin szerint ettől eltérő momentum a történetben:

„Ami Shae-vel történik, az sokkal inkább szándékos és bizonyos értelemben kegyetlenebb dolog is. Ez nem másodpercek műve, mert Tyrion lassan fojtja meg, miközben a nő küzd ellene és próbál kiszabadulni. Tyrion bármikor elengedhette volna. De dühe és az árulás ténye olyan erősen jelen van benne, hogy nem engedi el, amíg nem végzett vele és talán ez a legsötétebb tett, amelyet Tyrion valaha is véghez vitt. Lelkének hatalmas bűntette ez, azzal együtt, amit első feleségével tett, amikor is elhagyta a nőt, miután Tywin példát statuált vele... ez ismét olyasvalami, ami kísérteni fogja őt, miközben apja megölése egy olyan dolog, amelynek óriási következményei vannak és örökre elítélendő cselekedet lesz, mivel senki nem lehet annyira elátkozva, mint egy rokongyilkos”

– George R. R. Martin

Tyrion a Sárkányok táncában tér vissza ismét nézőpontkarakterként, amelyben Shae és Tywin megölése után, tettei miatt sokkos állapotban, elmenekül Westerosból. A Keskeny-tengeren túl, Pentosban és a Rabszolga-öbölben ismét megalázó és rettenetes körülmények között kell helytállnia. Családja vagyonától és befolyásától elszakítva csupán elméjére támaszkodhat a túlélés érdekében. Továbbra is rendelkezve azzal a „kegyetlen eszességgel, amely a múltban is segítséget nyújtott neki”, Tyrion – Thomas M. Wagner szerint – a regény „legmelegszívűbb és legegyüttérzőbb pillanatainak” forrása.

## A szereplő története a könyvekben

### Trónok harca
Az 1996-os Trónok harcában Tyrion Robert Baratheon király kíséretének tagjaként látogat el a Starkok erődjébe, Deresbe. Itt tartózkodása során összebarátkozik Havas Jonnal, és Eddard Stark időközben lebénult fiának, Brannek ajándékozza egy olyan nyeregnek a tervrajzát, melynek segítségével a fiú lóhátra ülhet. Hazafelé, Királyvárba menet Tyriont Ned felesége, Catelyn fogságba ejti, mert őt vádolja a Bran elleni merénylet kitervelésével. Catelyn Sasfészekben tartózkodó húgához, Lisa Arrynhoz viszi a foglyot, ahol Tyrion párbaj általi ítéletet követel; a zsoldos Bronn segítségével megmenekül a haláltól és szabadon eltávozhat. Éles elméjével és a felajánlott magas jutalommal Tyrion elnyeri a helyi törzsek támogatását és sikeresen visszatér a Lannisterek táborába. Fia politikai tehetségét látva apja, Tywin kinevezi őt a Király Segítőjének, hogy ezáltal kontrollálni tudja Joffrey Baratheon királyt. A táborban megismerkedik és szexuális kapcsolatba kerül a prostituált Shae-vel, akit magával visz a fővárosba, Királyvárba.

### Királyok csatája
Az 1998-as Királyok csatájában Tyrion Királyvárba érkezik és szemtanúja lesz a káosznak, melyet Joffrey és Cersei okozott. A hatalom és a rend megszilárdítása érdekében Tyrion módszeresen eltávolítja a hatalmi pozíciókból Cersei támogatóit. Megundorodva Joffrey viselkedésétől, Tyrion nyíltan szembeszegül a királlyal és igyekszik megvédeni a túszként Királyvárban tartott Sansa Stark testi épségét. Megszervezi a főváros védelmét a trónkövetelő Stannis Baratheon ostroma ellen és a feketevízi csatában Tyrionnak köszönhetően Stannis súlyos vereséget szenved. A csata során azonban a Királyi Testőrség egy tagja váratlanul Tyrion ellen fordul és súlyosan megsebesíti őt, levágva az orrát – Tyrion gyanítja, hogy a támadás hátterében Joffrey vagy Cersei állhat.

### Kardok vihara
A Kardok vihara (2000) című regényben a visszatérő Tywin átveszi a Király Segítője pozíciót Tyriontól, akit kincstárnoknak nevez ki. Tywin értesül a Tyrellek tervéről, hogy Sansa megházasításával megszerzik Derest, ezért arra kényszeríti Tyriont, hogy ő maga vegye el feleségül a Stark-lányt. Sansa helyzetére való tekintettel Tyrion nem erőlteti a házasság elhálását, apja hiába parancsolja meg neki, hogy mihamarabb nemzzen fiúgyermeket. Joffrey feleségül veszi Margaery Tyrellt, de az esküvőn a királyt megmérgezik. Cersei Tyriont vádolja meg a merénylettel, akit azonnal le is tartóztatnak. Tyrion korábbi jó cselekedeteiről mindenki elfeledkezik és Cersei az összes befolyását beveti annak érdekében, hogy törpe testvérét halálra ítéljék. A tárgyaláson Shae is korábbi szeretője ellen vall – az összetört szívű Tyrion dühében párbaj általi ítéletet követel. Cersei felbéreli a legyőzhetetlennek tartott, gigászi méretű, rettegett és kegyetlen lovagot, Gregor Clegane-t, Tyrion bajnoka pedig Oberyn Martell lesz, akit a Clegane elleni személyes bosszú hajt. Oberyn életét veszti a párbajban, ezért a bűnösnek ítéltetett Tyriont börtönbe vetik, mielőtt kivégeznék. Jaime Varys segítségével kiszabadítja öccsét és bevallja neki az igazságot Tyrion első feleségéről, Tysháról. A feldühödött Tyrion bosszút esküszik áruló családtagjai ellen, szökése előtt konfrontálódik apjával, illetve Shae-vel, akit apja ágyában talál meg – mindkettejükkel végez, ezután elmenekül Westerosból.

### Sárkányok tánca
Miután a Varjak lakomájában (2005) nem szerepel, Tyrion a 2011-es Sárkányok táncában tér vissza ismét.
Westerosból való elmenekülése után Tyrion Pentosba utazik, ahol a jómódú Illyrio Mopatis magiszter védelmét élvezi. Itt megtudja, hogy Varys és Illyrio titokban régóta a Targaryenek hatalomra juttatását tervezik. Illyrio tanácsára Tyrion úgy dönt, csatlakozik a Meereen-ben tartózkodó Daenerys Targaryenhez és segít neki a Vastrónra jutnia. Útközben azonban kiderül, hogy Tyrion kíséretének tagjai nem azok, akiknek mutatják magukat. Egyikük Jon Connington, a kegyvesztett korábbi Király Segítője; másik útitársa VI. Aegon Targaryen, aki azt állítja, ő II. Aerys unokája és Varys csecsemőként megmentette őt Királyvár feldúlásakor. Volantisban Tyrion meglátogat egy bordélyházat, de Jorah Mormont fogságba ejti – a királynő által száműzött Mormont azt reméli, hogy Daenerys visszafogadja őt kegyeibe, ha elviszi neki a Lannistert. Mielőtt Meereenbe érhetnének, rabszolgatartók fogságába esnek, akik a várost ostromolják. Az ostrom alatt járvány tör ki, Tyrion pedig a Második Fiak nevű zsoldoscsapathoz csatlakozva megszervezi szökésüket. Tyrion igyekszik meggyőzni a Fiakat, hogy keressenek új szövetségest és csatlakozzanak Daeneryshez.

## Televíziós adaptáció
A későbbi televíziós sorozat forgatókönyvírója és vezető producere, David Benioff és D. B. Weiss 2006 márciusában terjesztette HBO elé Martin regényeinek képernyőre adaptálásának tervét, a csatorna 2007 januárjában szerezte meg a szerzői jogokat. 2009 májusában Peter Dinklage volt az első színész, aki szerepet kapott a készülő sorozatban. Benioff és Weiss később elmesélte, hogy a „lenyűgözően értelmes” és humoros Dinklage jutott először eszükbe a szerep kapcsán, mivel a színész „emberies belső lénye, melyet cinikus fanyar szellemesség vesz körül, meglehetősen jól illik a szereplőhöz”. Dinklage – aki akkoriban nem ismerte a forrásművet – az első produceri megbeszélésen óvatos volt; törpeként nem szívesen alakít elfeket vagy koboldokat és nem sokkal korábban bújt a törpe Trumpkin bőrébe a Narnia Krónikái: Caspian herceg című 2008-as filmben. Benioff és Weiss elmagyarázta neki, hogy Tyrion egy „másmilyen típusú kistermetű fantasy-szereplő”, nem hordozza magán a műfaj sztereotípiáit, azaz „semmi (hosszú) szakáll, semmi hegyesorrú cipő; egy romantikus, valódi emberi lény”, valamint Tyrion személyiségének komplexitásáról is beszéltek neki. A találkozó felénél Dinklage aláírta a szerződést, részben azért, mert megtudta, mennyire népszerű szereplőről is van szó.
2014 októberében Dinklage és számos egyéb kulcsszereplő szerződését meghosszabbították a hatodik, valamint egy lehetséges hetedik évad erejéig, továbbá a fizetésüket is évadonként megemelték. A The Hollywood Reporter „hatalmasnak” nevezte ezt a fizetésemelést és megjegyezte, hogy ez a szerződés a legjobban fizetett kábeltévés színészek soraiba emeli a Trónok harca szereplőit. A Deadline.com szerint a színészek az ötödik évad során epizódonként közel 300 ezer dollárt keresnek, 2016 júniusában pedig a The Hollywood Reporter írta azt, hogy a hetedik és a lehetséges nyolcadik évadban ez az összeg színészenként 500 ezer dollárig fog növekedni.

### A szereplő története a sorozatban

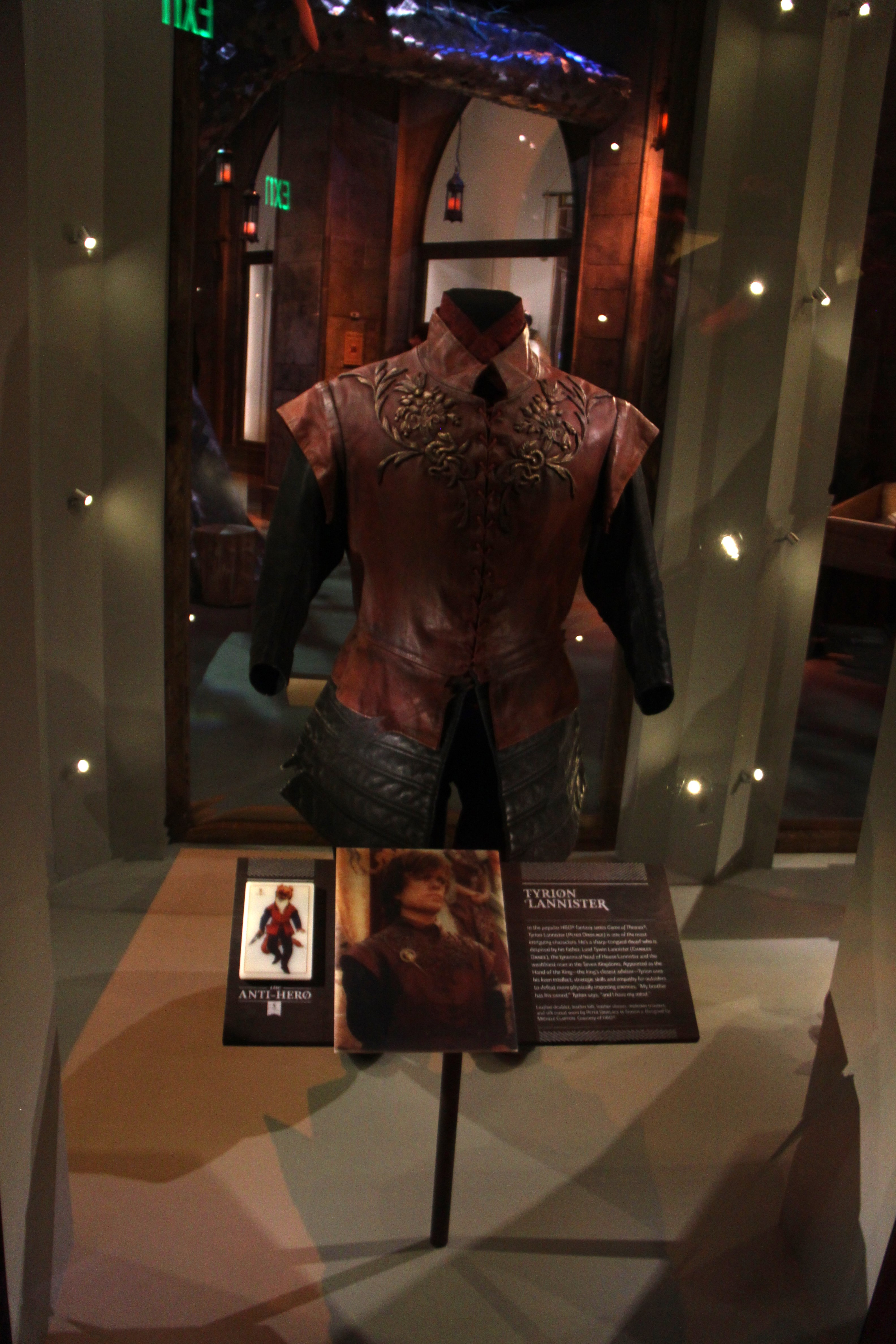
Tyrion egyik sorozatbeli jelmeze

Az első és második évad (2011-2012) a Trónok harca, illetve a Királyok csatája regények cselekményét dolgozza fel. A Kardok vihara eseményeit a 3. és 4. évad (2013-14) között osztották fel. Az 5. és 6. évad is merít történetet a Varjak lakomája és a Sárkányok tánca lapjairól, amelyek egyazon időben játszódnak és más-más szereplőkre fókuszálnak. Habár a HBO a sorozatban bizonyos cselekményszálakat megváltoztatott, lerövidített, összedolgozott vagy az eredetihez képest más irányba vitt tovább, Tyrion alakja és történetvezetése több-kevésbé hű maradt Martin műveihez.

#### Első évad
A Trónok harca regényhez hasonlóan Tyrion Deresbe érkezik a királyi családdal, és elkíséri Eddard Stark törvénytelen fiát, Havas Jont a Falra. Királyvárba való visszatérése során Catelyn Stark fogságába esik, aki őt vádolja meg a fia, Bran elleni merénylettel. Tyriont a Sasfészek nevű erődbe viszik, ahol párbaj általi ítéletet követel és a zsoldos Bronn segítségével életben marad. A két férfi a Lannister-seregek táborában találkozik Tywinnal, aki seregeivel a Starkok ellen harcol, megtorlásként fia elfogása miatt. Tywin Királyvárba küldi fiát, hogy ő legyen a Király Segítője. Apja tiltása ellenére Tyrion a prostituált Shae-t is magával viszi a fővárosba.

#### Második évad
A Király Segítőjeként Tyrion megpróbálja irányítani kegyetlen és uralkodásra alkalmatlan unokaöccsét, Joffreyt, valamint megvédeni Királyvárat a trónkövetelő Stannis Baratheon támadásától. Tyrion Stannis flottájának nagy részét futótűz segítségével megsemmisíti, de a harc közben merényletet követnek el ellene, valószínűleg Joffrey vagy Cersei parancsára. A felépülő Tyrion elveszíti hatalmát, mikor apja visszatér a fővárosba és hősies erőfeszítései is elismerés nélkül maradnak. Shae könyörgése ellenére sem hajlandó elhagyni Királyvárat és Pentosba költözni a lánnyal.

#### Harmadik évad
Tyrion megkéri Tywint, hogy nevezze ki őt a Lannisterek ősi otthonának számító Kaszter-hegy örökösének. Apja ezt dühösen elutasítja, és Shae felakasztásával fenyegeti meg, amennyiben ismét fia ágyában találja a prostituáltat. Tyrion megkapja a kincstárnoki pozíciót, majd egy politikai házasság keretében hozzákényszerítik Sansa Starkot (ám a házasságot nem hálják el, tekintettel a szűz és férjétől undorodó Sansára). Tyrion elborzadva veszi tudomásul, hogy Tywin tervelte ki a Vörös Nászt, melynek során Catelynt és Robbot, illetve a Starkok seregeit alattomos módon lemészárolták.

#### Negyedik évad
A lány testi épségét féltő Tyrion szakít Shae-vel és utasítja, hogy menjen el Pentosba. Shae erre nem hajlandó és csúnyán összevesznek. Joffreyt megmérgezik a saját esküvőjén, Cersei azonnal Tyriont vádolja meg a merénylettel. A tárgyaláson Shae is Tyrion ellen vall és azt hazudja, Sansa megtagadta a törpétől a házaséletet, amíg az nem végez Joffreyval. Az árulás és az éveken át megaláztatások hatására Tyrionnál betelik a pohár és dühében párbaj általi ítéletet követel. Cersei a legyőzhetetlennek tartott Gregor Clegane-t nevezi ki bajnokának, Tyrion nevében pedig Oberyn Martell harcol, aki a Gregor elleni személyes bosszú hajt. Oberyn kis híján megnyeri a párbajt, de a haldokló Gregorból beismerő vallomást akar kicsikarni, hogy bevallja, annak idején Tywin parancsára ölte meg Oberyn testvérét és annak gyermekeit. Gregor kihasználja az óvatlanságát és halálra zúzza Oberynt, ezzel Tyrion sorsa megpecsételődik. Kivégzése előtt Jaime megszökteti öccsét a börtönből, Tyrion még utoljára konfrontálódni akar apjával. Shae-t apja ágyában találja, ezért megfojtja a nőt. Az árnyékszéken tartózkodó Tywint egy vita után számszeríjjal gyilkolja meg, majd Varysszal Pentosba menekül.

#### Ötödik évad
Tyrion Pentosba érkezik, ahol Varys felfedi előtte, hogy titokban egy ideje a Targaryenek trónra juttatását szervezi. Megkéri Tyriont, hogy utazzon Meereenbe, találkozni Daenerys Targaryennel. Útközben Daenerys száműzött tanácsadója,  Jorah Mormont fogságba ejti Tyriont, hogy ajándékként elvigye a királynőhöz és megbocsátást nyerjen korábbi árulásáért. Tyrion és Jorah rabszolgakereskedők fogságába esik; Tyrion meggyőzi őket, hogy Meereenbe adják el őket, ahol küzdővermekben kell majd harcolniuk. Egy bemutató harc során találkoznak Daeneryssel; a lány felfogadja tanácsadójául Tyriont, de Jorah nem nyer megbocsátást. A küzdővermek újbóli megnyitásának ünnepségén a Hárpia Fiai nevű lázadó csoport támadást indít Daenerys és támogatói ellen, a lány Drogon nevű sárkánya elriasztja a támadókat és Daenerys a sárkány hátán elmenekül a helyszínről. Tyrion csatlakozni akar Jorahhoz és Daario Naharishoz Daenerys megkeresésében, de meggyőzik, hogy politikai készségeire kormányzóként nagy szükség van a városban. Varys nem sokkal később megjelenik Meereenben és felajánlja Tyrionnak kémhálózatának használatát, a város rendjének fenntartása érdekében.

#### Hatodik évad
Tyrion rájön, hogy a Hárpia Fiait Yunkai, Astapor és Volantis rabszolgatartói finanszírozzák, ezért találkozót szervez a három város képviselőivel és hét év haladékot ad nekik a rabszolgatartás felszámolásához. Daenerys többi tanácsadója, illetve Meereen felszabadított rabszolgái rossz szemmel nézik a kompromisszumot, amely Tyrion szerint szükségszerű lépés volt. A törpe továbbá maga mellé fogadja a vörös papnő, Kinvarát, aki Daeneryst messianisztikus vezetőnek tartja és felajánlja Tyrionnak R'hllor isten követőinek támogatását. Tyrion intézkedéseinek köszönhetően a Meereen városa felvirágzik, ám a feldühödött rabszolgatartók – akik attól félnek, hogy a város fejlődése legitimálhatja a rabszolgák felszabadítását – flottáikkal ostromot indítanak ellene. A káosz közepette Daenerys hazatér és annak ellenére, hogy nemtetszését fejezi ki Tyrion kudarca miatt, beleegyezik abba, hogy teljes elpusztításuk helyett csupán megadásra kényszeríti a rabszolgatartókat. Nem sokkal később Theon és Yara Greyjoy is Meereenbe érkezik és felkínálják Daenerysnek a Vasflottát; a Lannisterekkel szembeforduló Dorne és Síkvidék hajóhadai is csatlakoznak hozzájuk. Tyriont kinevezik a Királynő Segítőjének és a hajóflottával együtt ő is Westeros felé indul.

#### Hetedik évad
Tyrion levelet küld Jonnak, amiben arra kéri, hogy csatlakozzon Daeneryshez Sárkánykőn. Amint megérkezik, bemutatja egymásnak a két embert, akik gyorsan egymásba szeretnek. Később megkéri Jaime bátyját, hogy kezdeményezzen tárgyalást Daenerys és Cersei között. A két nő látszólag szót tud érteni egymással.

#### Nyolcadik évad
Daenerys és Jon oldalán bevonul Deresbe, ahol hamarosan megtudják Jaime-től, hogy Cersei nem hajlandó szövetkezni velük, így a Sárkánykirálynő elveszti hitét Tyrionban. Bátyjával és barátaikkal a Mások elleni csatára készülve borozgat és szórakozik. Az ütközet alatt Sansával és a harcképtelenekkel bajlódik a kriptában az Éjkirály által felébresztett zombikkal. Aryának köszönhetően végül megmenekülnek. Sansa elárulja neki, hogy Jon a jogos trónörökös, ő pedig megosztja a hírt Varysszal, így mindenki tudni fogja. Bronn Cersei megbízásából végezni akar Tyrionnal, de ő az életéért cserébe falajánlja Égikertet. Varys kifejti neki, hogy Jont kell támogatniuk, mert jobb uralkodó válhatna, mint Daenerys. Dany őt küldi Cersei-jel tárgyalni, de nem jár sikerrel. Ezután közli a Viharbanszülett-tel Varys árulását, mire az kivégzi a Pókot. Királyvár ostroma előtt Tyrion megígérteti a királynőjével, hogy ha meghallja a megadást jelző harangokat, akkor abbahagyja a pusztítást. Daenerys azonban nem teljesíti az ígéretét. Tyrion kétségbeesetten nézi a vérontást. A hatalmas összecsapás után megtalálja testvérei holttestét, mire a tömeg előtt lemond segítői titulusáról. Erre a megbolondult királynő börtönbe veti. Itt a törpe rábeszéli Jont, hogy végezzen a lánnyal. Miután ezt megteszi, szabadon engedik. Az ő javaslatára teszik meg Bran Starkot a Hat Királyság uralkodójának, ő maga pedig újra a Király Segítője lesz. Tyrion újraszervezi a Kistanácsot.

### Díjak és elismerések

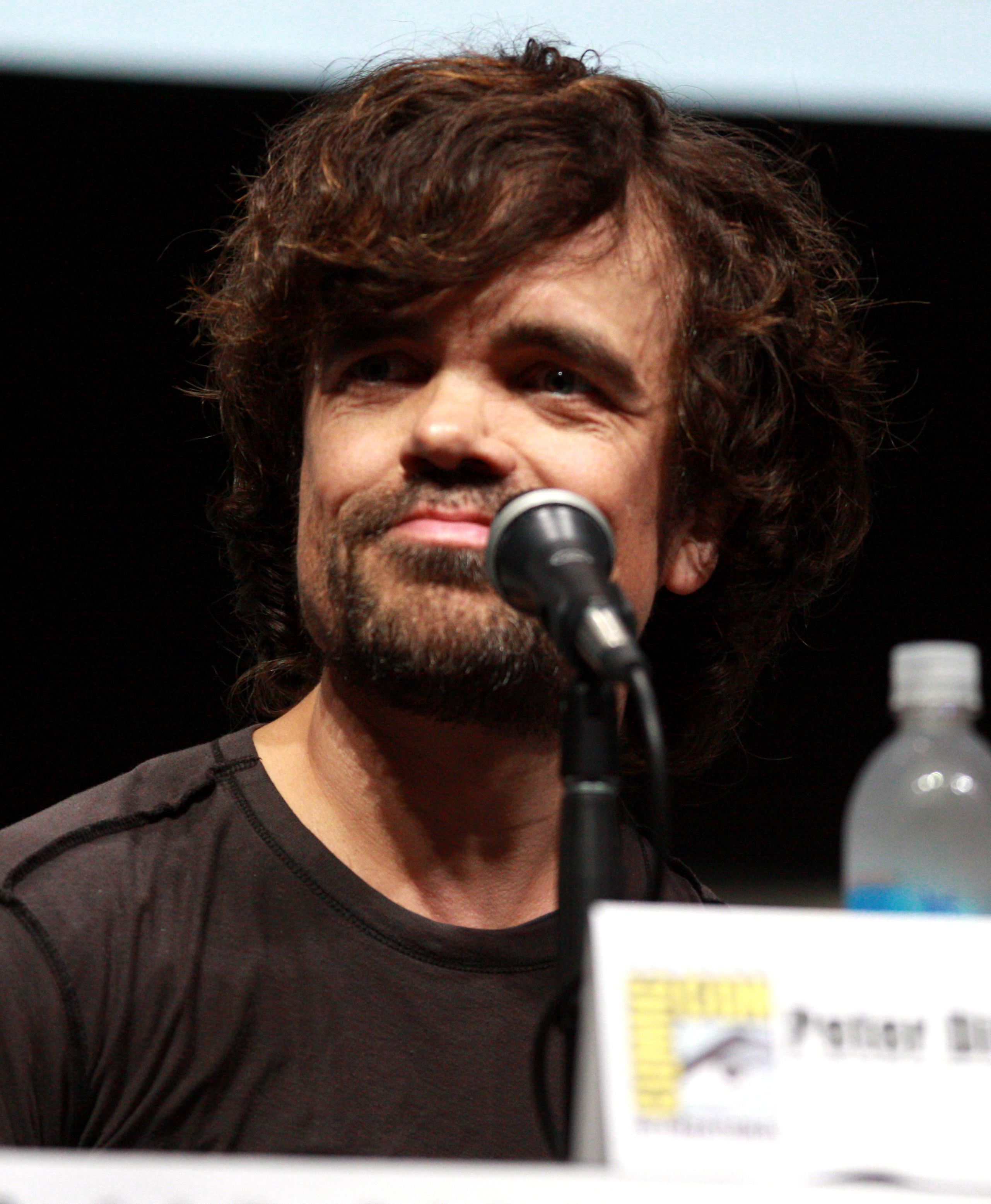
Peter Dinklage 2016-ig egy Golden Globe és két Emmy-díjat nyert el, valamint további négy Emmy-jelölést szerzett, ezzel a sorozat legtöbb díjat kapott szereplője.

Peter Dinklage díjak tekintetében a sorozat legsikeresebb szereplőjének mondható.
2011 áprilisában a Los Angeles Times és az Entertainment Weekly egyaránt méltónak nevezte Dinklage-ot az Emmy-díjra, az első évadban nyújtott alakítása alapján. Végül ugyanebben az évben a legjobb (drámai sorozatban szereplő) férfi mellékszereplőnek járó Emmy-t kapta meg. 2015-ben ismét neki ítélték oda az Emmy-díjat, ugyanebben a kategóriában, 2012-ben, 2013-ban és 2016-ban szintén jelölték a színészt a kategóriában. 2011-ben egy Golden Globe-díjat is elnyert (legjobb férfi mellékszereplő – televíziósorozat, televíziós minisorozat vagy tévéfilm). A fentieken túl egyéb díjakra is jelölték Dinklage-t.

## Fordítás
Ez a szócikk részben vagy egészben  a   Tyrion Lannister című angol Wikipédia-szócikk fordításán alapul.  Az eredeti cikk szerkesztőit annak laptörténete sorolja fel. Ez a jelzés csupán a megfogalmazás eredetét és a szerzői jogokat jelzi, nem szolgál a cikkben szereplő információk forrásmegjelöléseként.